# Liste der Biografien/Heinz
Liste der Biografien |
Portal Biografien |
Personensuche
# |
A |
B |
C |
D |
E |
F |
G |
H |
I |
J |
K |
L |
M |
N |
O |
P |
Q |
R |
S |
T |
U |
V |
W |
X |
Y |
Z |
?
 
Ha |
Hd |
He |
Hi |
Hj |
Hk |
Hl |
Hm |
Hn |
Ho |
Hr |
Hs |
Ht |
Hu |
Hv |
Hw |
Hy
 
Hea |
Heb |
Hec |
Hed |
Hee |
Hef |
Heg |
Heh |
Hei |
Hej |
Hek |
Hel |
Hem |
Hen |
Heo |
Hep |
Heq |
Her |
Hes |
Het |
Heu |
Hev |
Hew |
Hex |
Hey |
Hez
 
Heia |
Heib |
Heic |
Heid |
Heie |
Heif |
Heig |
Heij |
Heik |
Heil |
Heim |
Hein |
Heip |
Heir |
Heis |
Heit |
Heix |
Heiz
 
Heina |
Heinb |
Heinc |
Heind |
Heine |
Heinf |
Heing |
Heinh |
Heini |
Heink |
Heinl |
Heinm |
Heino |
Heinr |
Heins |
Heint |
Heiny |
Heinz
Die Liste der Biografien führt alle Personen auf, die in der deutschsprachigen Wikipedia einen Artikel haben. Dieses ist eine Teilliste mit 258 Einträgen von Personen, deren Namen mit den Buchstaben „Heinz“ beginnt.

## Heinz
- Heinz (1942–2000), englischer Sänger und Musiker
- Heinz, Albert (1896–1945), deutscher Politiker (NSDAP) und SA-Führer
- Heinz, Andreas (* 1941), deutscher Theologe
- Heinz, Andreas (* 1960), deutscher Psychiater und Psychotherapeut
- Heinz, Andreas (* 1960), deutscher Politiker (CDU); MdL
- Heinz, Andreas (* 1963), deutscher Jurist und Richter am Bundessozialgericht
- Heinz, Andreas (* 1991), deutscher Badmintonspieler
- Heinz, Anton (* 1998), deutscher Fußballspieler
- Heinz, Axel (* 1987), deutscher Schachspieler
- Heinz, Barb (* 1945), deutsche Handballspielerin
- Heinz, Bob (1923–1984), deutscher Comiczeichner und -autor
- Heinz, Carl Wilhelm von (1816–1887), württembergischer Oberamtmann
- Heinz, Christian (* 1976), deutscher Politiker (CDU), MdLChristian Heinz (* 1976)

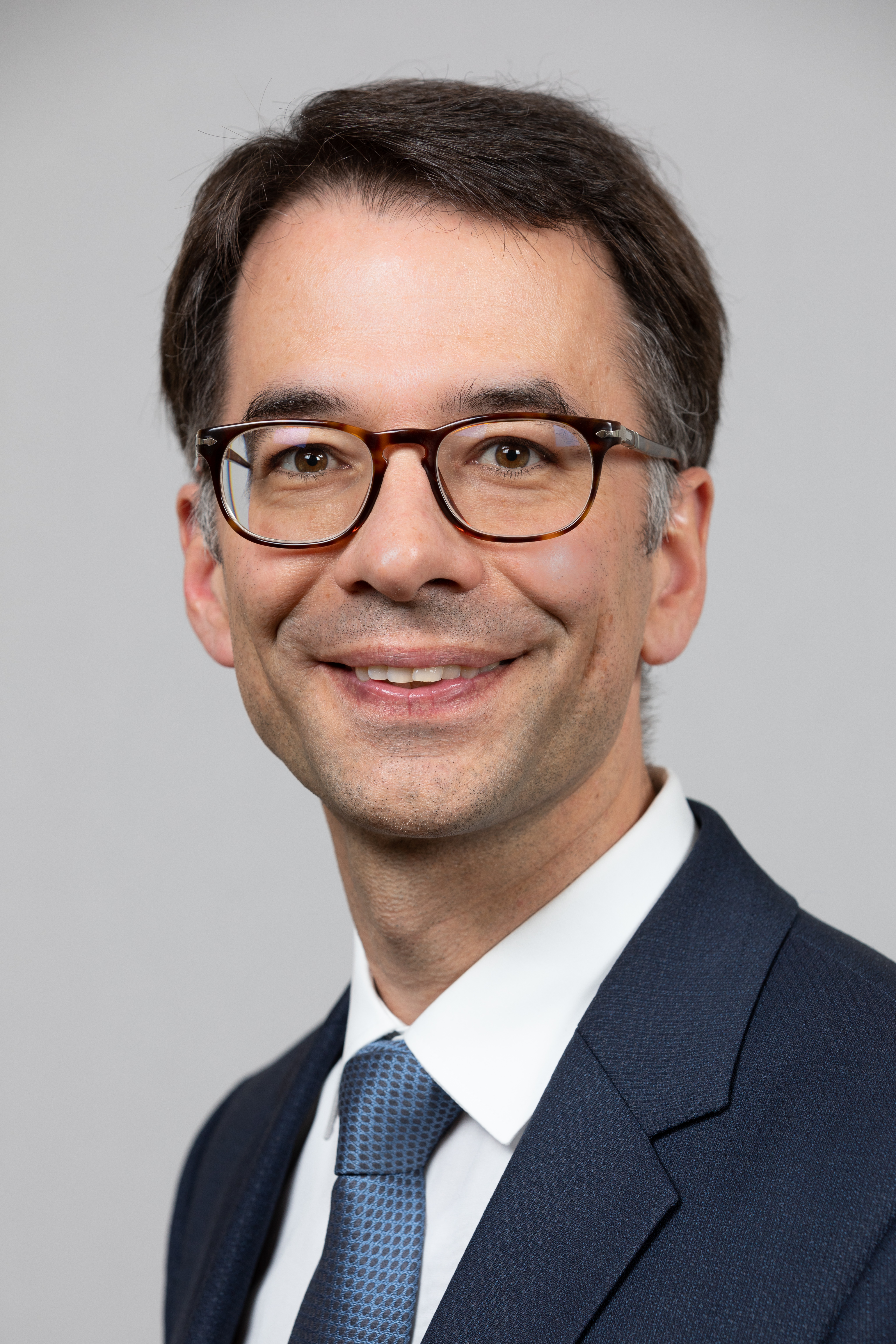
Christian Heinz (* 1976)

- Heinz, Daniel (* 1957), österreichischer Theologe und Adventist
- Heinz, Dave (1934–1992), US-amerikanischer Autorennfahrer
- Heinz, Dieter (1930–2017), deutscher Architekt und Konservator
- Heinz, Erhard (1924–2017), deutscher Mathematiker
- Heinz, Eugen (1889–1977), deutscher Verwaltungsbeamter
- Heinz, Franz (* 1929), deutscher Journalist und Schriftsteller
- Heinz, Franz Joseph (1884–1924), deutscher Separatist
- Heinz, Franziska (* 1972), deutsche Handballspielerin und -trainerin
- Heinz, Friedrich Wilhelm (1899–1968), deutscher Journalist, Nachrichtendienstoffizier und Schriftsteller
- Heinz, Gabriele (* 1948), deutsche Schauspielerin und Regisseurin
- Heinz, Gerard (1904–1972), deutscher Schauspieler
- Heinz, Gerd (* 1940), deutscher Theaterregisseur und Schauspieler
- Heinz, Gerhard (* 1927), österreichischer Komponist, Texter und Pianist
- Heinz, Günter (* 1954), deutscher Jazzmusiker
- Heinz, Günther (1927–1992), österreichischer Kunsthistoriker
- Heinz, Hans (1930–2021), österreichischer adventistischer Theologe und Autor
- Heinz, Hans (* 1951), deutscher Politiker (CDU), MdL
- Heinz, Hans-Günther (1933–2024), deutscher Unternehmer und Politiker (FDP), MdL
- Heinz, Hans-Klaus (1927–2004), deutscher Komponist und evangelischer Pfarrer
- Heinz, Hanspeter (* 1939), römisch-katholischer Theologe und Hochschullehrer
- Heinz, Hellmuth (1904–1994), deutscher Widerstandskämpfer und Museumsmitarbeiter
- Heinz, Helmut (1921–2000), deutscher Generalleutnant der Bundeswehr
- Heinz, Henry John (1844–1919), deutsch-amerikanischer Lebensmittel-Unternehmer, Hersteller des Heinz-KetchupsHenry John Heinz (1844–1919)

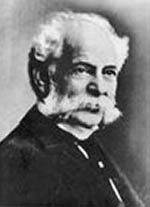
Henry John Heinz (1844–1919)

- Heinz, Herbert (1922–2002), deutscher Schauspieler, Regisseur und Theaterleiter des „Fränkischen Theaters“
- Heinz, Joachim Paul (* 1954), deutscher Historiker und Gymnasiallehrer
- Heinz, John (1938–1991), US-amerikanischer Politiker (Republikanische Partei)
- Heinz, Josef (1884–1971), österreichischer Politiker, Landtagsabgeordneter
- Heinz, Julia von (* 1976), deutsche Filmregisseurin und Drehbuchautorin
- Heinz, Jupp (1917–1999), deutscher Maler, Bildhauer und Grafiker
- Heinz, Jürgen (* 1969), deutscher Bildhauer
- Heinz, Jutta (* 1962), deutsche Literaturwissenschaftlerin
- Heinz, Karl (1895–1965), österreichischer Politiker (SDAP), Abgeordneter zum Nationalrat
- Heinz, Karl (* 1938), österreichischer Architekt
- Heinz, Karsten (* 1960), deutscher Handballtrainer und Handballtorwart
- Heinz, Katharina (* 1987), deutsche Skeletonpilotin
- Heinz, Klaus Michael (* 1961), deutscher Fernsehautor und Redakteur
- Heinz, Lilián (* 1935), argentinische Sprinterin
- Heinz, Marek (* 1977), tschechischer FußballspielerMarek Heinz (* 1977)

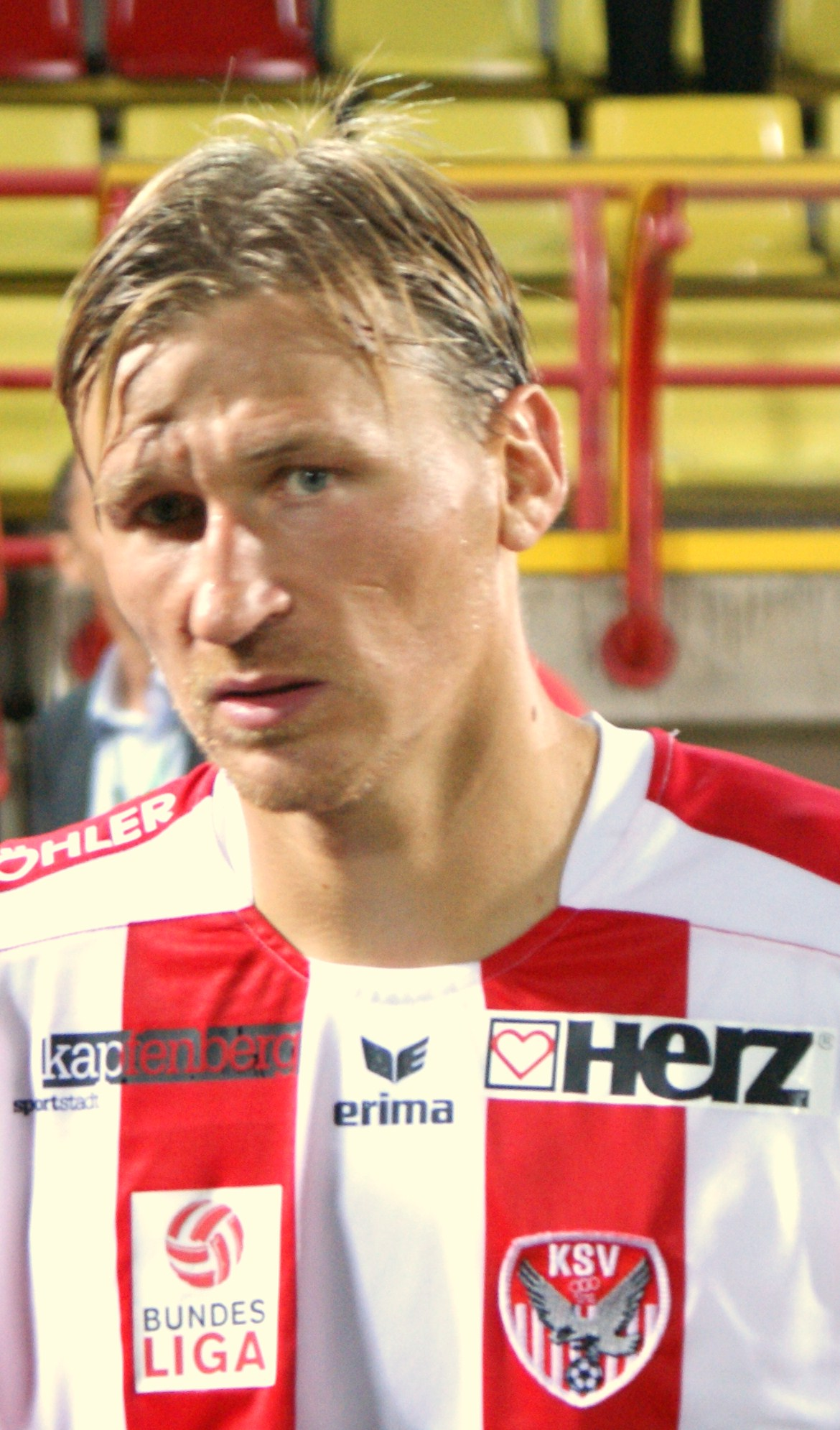
Marek Heinz (* 1977)

- Heinz, Marion (* 1951), deutsche Philosophin
- Heinz, Marlies (* 1956), deutsche Vorderasiatische Archäologin
- Heinz, Max (1894–1988), Schweizer christkatholischer Geistlicher und Publizist
- Heinz, Nathalie (* 1981), deutsche Rollkunstläuferin
- Heinz, Norbert, deutscher Basketballspieler
- Heinz, Patrick (* 1978), deutscher Eishockeyspieler
- Heinz, Pauline (* 2001), deutsche Hockeyspielerin
- Heinz, Paulus (1914–1995), deutscher Ordensgeistlicher, Abt von Plankstetten
- Heinz, Peter (* 1973), deutscher Regisseur für Film und Werbung, Creative Director und Produzent
- Heinz, Pius (* 1989), deutscher PokerspielerPius Heinz (* 1989)

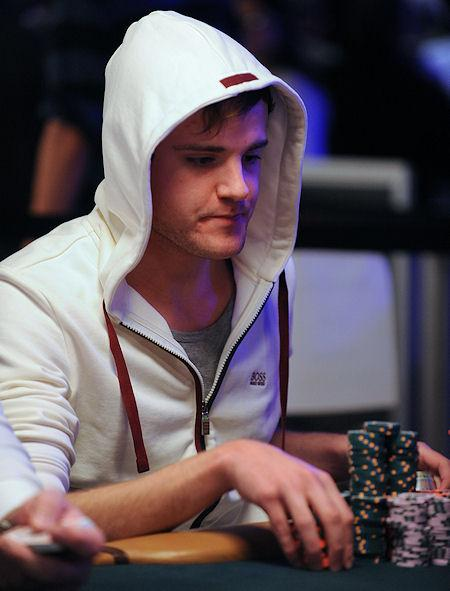
Pius Heinz (* 1989)

- Heinz, Richard (* 1900), deutscher Landrat
- Heinz, Robert († 1972), deutscher Fußballtrainer
- Heinz, Roman (1923–1997), österreichischer Gewerkschaftssekretär und Politiker (SPÖ), Abgeordneter zum Nationalrat
- Heinz, Rosa (1922–2010), österreichische Politikerin (SPÖ), Landtagsabgeordnete, Mitglied des Bundesrates
- Heinz, Rudolf (1900–1960), deutscher Geologe
- Heinz, Rudolf (* 1937), deutscher Philosoph, Psychoanalytiker und Musikwissenschaftler
- Heinz, Stefan (* 1979), deutscher Politikwissenschaftler
- Heinz, Susanne (* 1969), deutsche Anglistin, Fremdsprachdidaktikerin und Hochschullehrerin
- Heinz, Teresa (* 1938), US-amerikanische Philanthropin, Ehefrau des US-Senators John Kerry
- Heinz, Tony (* 1956), US-amerikanischer Physiker
- Heinz, Vanessa (* 1998), deutsche Musicaldarstellerin
- Heinz, Viktor (1937–2013), russlanddeutscher Germanist und Schriftsteller
- Heinz, Volker G. (* 1943), deutscher Rechtsanwalt und Notar; Fluchthelfer im geteilten Berlin
- Heinz, Walter (1943–2016), deutscher Fernsehjournalist
- Heinz, Walter R. (* 1939), deutscher Sozialwissenschaftler und Autor
- Heinz, Werner (* 1950), deutscher Sportmanager
- Heinz, Wilhelm (* 1894), deutscher Politiker (NSDAP), MdR
- Heinz, Wolfgang (1900–1984), österreichisch-deutscher Schauspieler und RegisseurWolfgang Heinz (1900–1984)

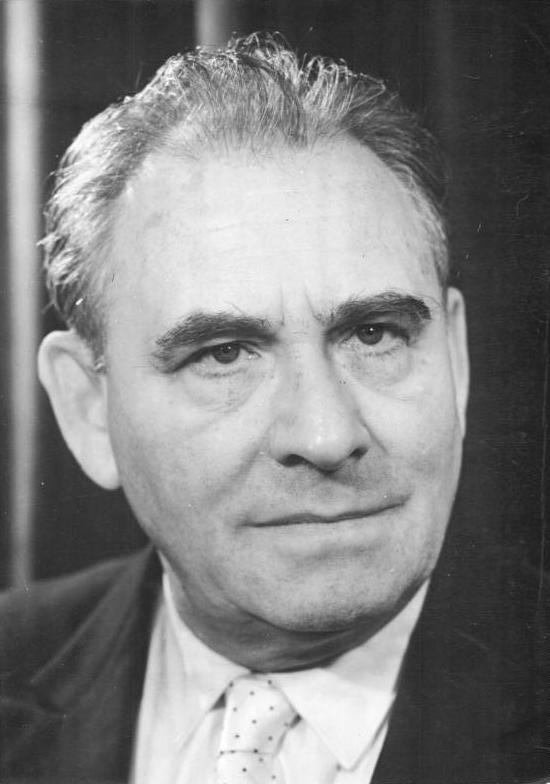
Wolfgang Heinz (1900–1984)

- Heinz, Wolfgang (* 1938), deutscher Politiker (FDP), MdL
- Heinz, Wolfgang (* 1942), deutscher Kriminologe
- Heinz-Hoek, Marikke (* 1944), deutsche Malerin und Installations- und Videokünstlerin
- Heinz-Mohr, Gerd (1913–1989), deutscher evangelischer Theologe, Kunsthistoriker und Publizist

### Heinze
- Heinze de Lorenzo, Ursula (* 1941), deutsch-spanische Schriftstellerin
- Heinze, Albrecht (1921–2014), deutscher Ökonom
- Heinze, André (1961–2013), deutscher Baptistenpastor, Theologieprofessor
- Heinze, Arne-Patrik (* 1978), deutscher Autor, Rechtswissenschaftler und Fachanwalt für Verwaltungsrecht
- Heinze, Balthasar Heinrich (1665–1744), deutscher evangelischer Theologe
- Heinze, Bergit (* 1955), deutsche Ruderin
- Heinze, Bernard (1894–1982), australischer Musiker, Dirigent und Musikpädagoge
- Heinze, Bernd (* 1947), deutscher Fotograf und Bürgerrechtler
- Heinze, Bernd (* 1960), deutscher Diplomat
- Heinze, Carl Friedrich (1788–1829), deutscher Beamter
- Heinze, Carsten (* 1969), deutscher Pädagoge
- Heinze, Christian (* 1941), deutscher Maler und Grafiker
- Heinze, Christian (* 1976), deutscher Jurist und Hochschullehrer
- Heinze, Christine (* 1949), deutsche Schauspielerin
- Heinze, Dieter (1928–2005), deutscher Diplomat und Kulturfunktionär
- Heinze, Doreen (* 1996), deutsche Bahnradsportlerin
- Heinze, Doris (* 1949), deutsche Drehbuchautorin und Betrügerin
- Heinze, Eckart (1922–1979), deutscher Journalist und Schriftsteller
- Heinze, Franz (1931–2011), deutscher Orgelbauer
- Heinze, Frieder (* 1950), deutscher Maler, Grafiker und Objektkünstler
- Heinze, Friedrich (1889–1945), deutscher Widerstandskämpfer gegen den Nationalsozialismus
- Heinze, Friedrich Adolf von (1768–1832), deutscher Mediziner und Maire von Lübeck
- Heinze, Fritz (1904–1958), deutscher Werbegrafiker und Fotograf
- Heinze, Fritz Augustus (1869–1914), US-amerikanischer Industrieller (Kupferbergbau)
- Heinze, Gabriel (* 1978), argentinischer FußballspielerGabriel Heinze (* 1978)

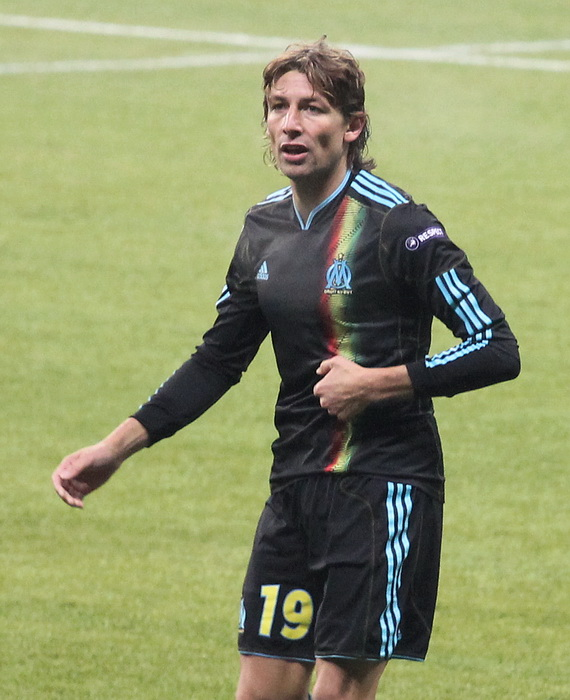
Gabriel Heinze (* 1978)

- Heinze, Gerhard (* 1948), deutscher Fußballtorhüter
- Heinze, Gregor (* 1980), deutscher Musiker, Komponist und Produzent
- Heinze, Günther, deutscher Orgelbauer
- Heinze, Günther (1923–2020), deutscher Sportfunktionär, Präsident des NOK der DDR und Mitglied des IOC
- Heinze, Günther (1925–2010), deutscher Schmied, Abgeordneter der Volkskammer (FDGB)
- Heinze, Gustav (1874–1949), deutscher Orgelbauer
- Heinze, Gustav Adolf (1820–1904), deutsch-niederländischer Komponist
- Heinze, Hans (1895–1983), deutscher Psychiater, Gutachter der nationalsozialistischen Kinder-„Euthanasie“
- Heinze, Harald (* 1940), deutscher Schriftsteller
- Heinze, Harald (* 1941), deutscher Kommunalpolitiker (SPD), Oberstadtdirektor in Dortmund
- Heinze, Harald (* 1958), deutscher Politiker (DVU), MdL
- Heinze, Hellmuth (1892–1979), deutscher Altphilologe und Pädagoge
- Heinze, Helmut (1917–2007), deutscher Richter
- Heinze, Helmut (* 1932), deutscher Bildhauer
- Heinze, Helmut Bruno (1937–2013), deutscher Polizist und Politiker (NPD)
- Heinze, Henriette (* 1973), deutsche Schauspielerin
- Heinze, Herbert (1925–2011), deutscher Fußballspieler
- Heinze, Hermann (1860–1920), deutscher Cafetier und Pächter des vierten Alsterpavillons
- Heinze, Hermann (1878–1930), deutscher Architekt
- Heinze, Johann Michael (1717–1790), deutscher Lehrer und Schulleiter
- Heinze, Julia (* 1978), deutsche Schauspielerin
- Heinze, Jürgen (* 1957), deutscher Zoologe
- Heinze, Karoline (* 1993), deutsche Fußballspielerin
- Heinze, Katja (* 1969), deutsche Chemikerin und Hochschullehrerin
- Heinze, Katrin (* 1968), deutsche Tischtennisspielerin
- Heinze, Konrad (1943–2020), deutscher Politiker (CDU), Oberbürgermeister von Freiberg
- Heinze, Kurt (1907–1998), deutscher Biologe
- Heinze, Lasse (* 1986), dänischer Fußballspieler
- Heinze, Lothar (1905–1969), deutscher Orgelbauer
- Heinze, Lucie (* 1988), deutsche SchauspielerinLucie Heinze (* 1988)

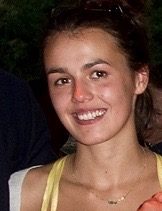
Lucie Heinze (* 1988)

- Heinze, Madeleine Touros d’ (1729–1810), preußischer Generalmajor und Ingenieur
- Heinze, Manfred (* 1959), deutscher Maler, Autor und Objektkünstler
- Heinze, Martin (* 1939), deutscher Ringer
- Heinze, Max (1835–1909), deutscher Philosophiehistoriker
- Heinze, Meinhard (1943–2003), deutscher Rechtswissenschaftler
- Heinze, Michael (1956–2024), deutscher Politiker (Die Linke), ehemaliger inoffizieller Mitarbeiter der DDR-Staatssicherheit
- Heinze, Nadine (* 1980), deutsche Drehbuchautorin und Regisseurin
- Heinze, Norbert (* 1936), deutscher Botschafter und Diplomat
- Heinze, Reinhold (1902–1984), deutscher Orgelbauer
- Heinze, Richard (* 1867), deutscher Unternehmer
- Heinze, Richard (1867–1929), deutscher Klassischer Philologe
- Heinze, Richard (* 1997), deutscher Schauspieler
- Heinze, Rolf G. (* 1951), deutscher Soziologe und Hochschullehrer
- Heinze, Rüdiger (* 1971), deutscher Filmproduzent und Drehbuchautor
- Heinze, Rudolf (1825–1896), deutscher Rechtswissenschaftler, Parlamentarier und Hochschullehrer
- Heinze, Rudolf (1865–1928), deutscher Jurist und Politiker (NLP, DVP), MdR
- Heinze, Rudolf (* 1932), deutscher Wirtschaftsfunktionär in der DDR
- Heinze, Siegurd (* 1961), deutscher Kommunalpolitiker, Landrat
- Heinze, Steve (* 1970), US-amerikanischer Eishockeyspieler
- Heinze, Suse (1920–2018), deutsche Kunstspringerin
- Heinze, Thomas (* 1942), deutscher Kulturwissenschaftler
- Heinze, Thomas (* 1964), deutsch-amerikanischer FilmschauspielerThomas Heinze (* 1964)

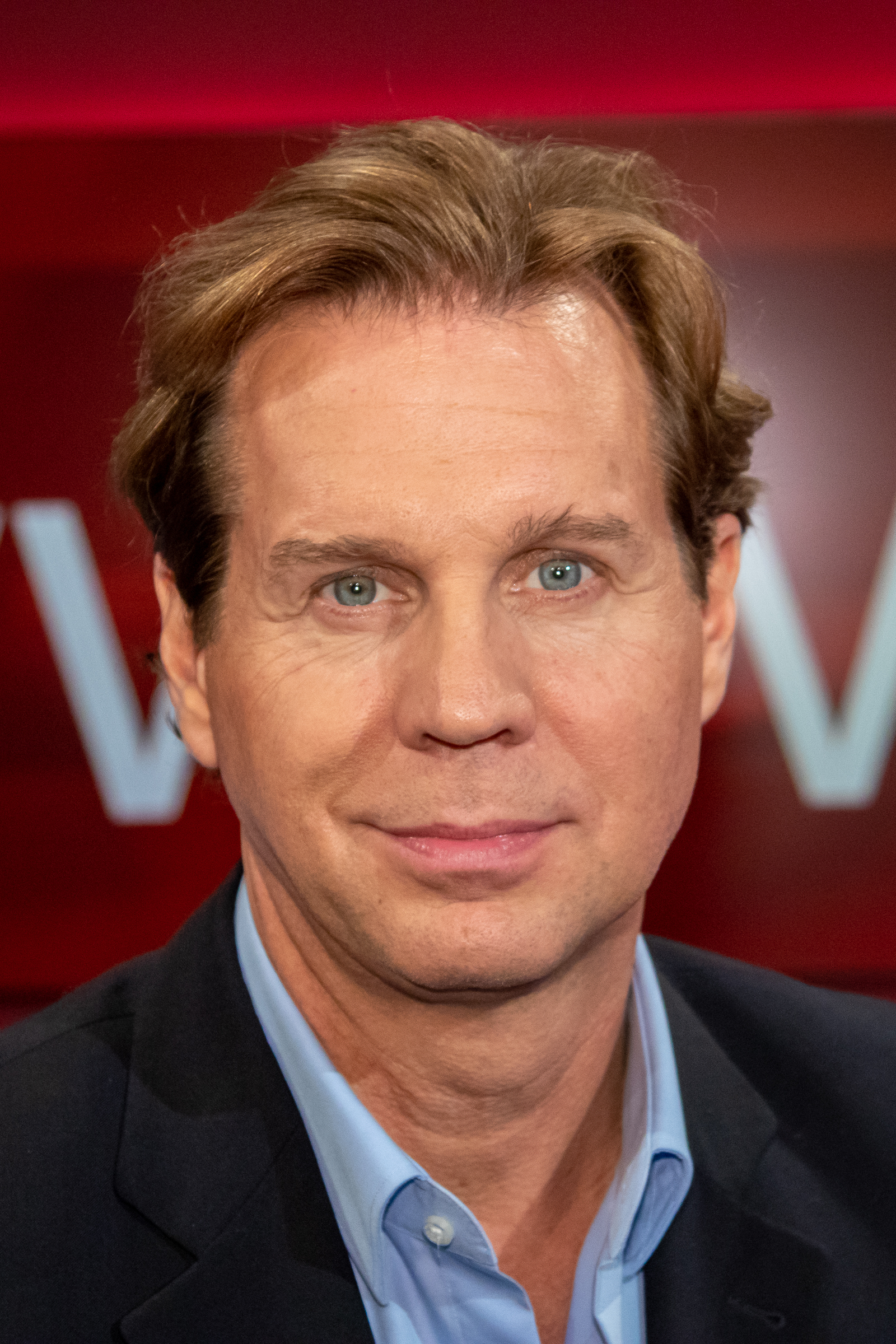
Thomas Heinze (* 1964)

- Heinze, Thomas (* 1974), deutscher Soziologe
- Heinze, Timo (* 1986), deutscher Fußballspieler
- Heinze, Ulrich (* 1966), deutscher Soziologe und Medientheoretiker
- Heinze, Vitus (1909–1988), deutscher Politiker (CDU), MdL
- Heinze, Volker (* 1962), deutscher Jazzbassist
- Heinze, Walter (1878–1948), deutscher Konteradmiral (Ing.) der Reichsmarine
- Heinze, Walter (1900–1933), deutscher Maschinenschlosser, Opfer des Nationalsozialismus
- Heinze, Walter Enrique (1943–2005), argentinischer Gitarrist und Komponist
- Heinze, Werner (* 1955), deutscher Maler
- Heinze, Willi (1910–1945), deutscher Kommunist und Widerstandskämpfer gegen den Nationalsozialismus
- Heinze, Wolfgang (1911–1945), deutscher Jurist und Antifaschist
- Heinze, Wolfgang (* 1944), deutscher Politiker (SED, PDS, Die Linke), MdL
- Heinze-Berg, Henriette (1809–1892), deutsche Tänzerin, Theaterschauspielerin, Sängerin (Sopran), Librettistin und Übersetzerin
- Heinze-Grohmann, Kerstin (* 1968), deutsche multimedial arbeitende bildende Künstlerin
- Heinze-Hoferichter, Mara (1887–1958), deutsche Schriftstellerin
- Heinzel, Alfred (* 1947), österreichischer Industrieller
- Heinzel, Friederike (* 1962), deutsche Erziehungswissenschaftlerin
- Heinzel, Gottfried (1903–1968), österreichischer katholischer Theologe, Hochschullehrer und Rektor
- Heinzel, Hermann (1910–1945), deutscher Fußballspieler
- Heinzel, Hermann (* 1939), deutscher Vogelzeichner und Ornithologe
- Heinzel, Klaus (* 1941), deutscher Fußballtorwart
- Heinzel, Max (1833–1898), deutscher Dialektdichter, Schriftsteller, Journalist und Hauslehrer
- Heinzel, Richard (1838–1905), österreichischer germanistischer Mediävist
- Heinzel, Sebastian (* 1979), deutscher Filmemacher
- Heinzel, Siegfried (1870–1926), deutscher Theaterschauspieler
- Heinzel, Stephan (1841–1899), deutscher Politiker
- Heinzel, Timm (* 1966), deutscher Ingenieur
- Heinzelin von Konstanz, Dichter
- Heinzelmann, Alice (1925–1999), Schweizer Schriftstellerin
- Heinzelmann, Christoph Friedrich (1786–1847), deutscher Kaufmann, bayerischer Landtagsabgeordneter und Begründer der Textilindustrie in Kaufbeuren
- Heinzelmann, Emma (* 1930), ungarische Illustratorin für Kinderbücher
- Heinzelmann, Friedrich Ritter von (1853–1945), Präsident des Oberlandesgerichts München und Mitglied des bayerischen Reichsrats
- Heinzelmann, Gerhard (1884–1951), deutscher Theologe, Hochschullehrer und Rektor der Universität Basel (Schweiz)
- Heinzelmann, Gertrud (1914–1999), Schweizer Rechtsanwältin und Frauenrechtlerin
- Heinzelmann, Johann Christian Friedrich (1762–1830), Landvogt in Süderdithmarschen
- Heinzelmann, Johannes (1873–1946), österreichischer Theologe und Superintendent
- Heinzelmann, Josef (1936–2010), deutscher Dramaturg, Regisseur, Lektor, Opern- und Theaterkritiker, Rundfunkautor, Übersetzer, Bearbeiter fürs Musiktheater und Historiker
- Heinzelmann, Markus (* 1965), deutscher Kunsthistoriker, Kurator und Museumsdirektor
- Heinzelmann, Markus (* 1968), deutscher Theaterregisseur
- Heinzelmann, Martin (* 1942), deutscher Historiker und Mediävist
- Heinzelmann, Mauretta (* 1965), deutsche Jazz- und Improvisationsmusikerin, Musikkritikerin und Hörfunkmoderatorin
- Heinzelmann, Max (1990–2017), deutscher Pokerspieler
- Heinzelmann, Michael (* 1966), deutscher Klassischer Archäologe
- Heinzelmann, Otto (1852–1930), deutscher Buchhändler
- Heinzelmann, Paul (1888–1961), deutscher Schriftsteller, Drucker und Verleger
- Heinzelmann, Tobias (* 1970), deutsch-schweizerischer Islamwissenschaftler
- Heinzelmann, Tobias (* 1999), deutscher Handballspieler
- Heinzelmann, Ursula (* 1963), deutsche Journalistin, Wein- und Gastronomieautorin
- Heinzelmann, Viola A. (* 1969), Schweizer Gynäkologin
- Heinzelmann, Wilhelm (1892–1968), deutscher Politiker (DG, DP), MdL
- Heinzen, Georg (* 1953), deutscher Schriftsteller
- Heinzen, Karl (1809–1880), deutschamerikanischer Schriftsteller und Publizist
- Heinzer, Celia (* 2002), Schweizer Handballspielerin
- Heinzer, Felix (* 1950), Schweizer und deutscher Historiker und Bibliothekar
- Heinzer, Franz (* 1962), Schweizer SkirennläuferFranz Heinzer (* 1962)

Franz Heinzer (* 1962)

- Heinzer, Max (* 1987), Schweizer Sportfechter
- Heinzer, Peter (1945–2015), Schweizer Grafiker und Kunstmaler
- Heinzerling, August (1899–1989), deutscher Erfinder und Unternehmer
- Heinzerling, Friedrich (1824–1906), deutscher Brückenbauingenieur, Hochschullehrer und Rektor der RWTH Aachen
- Heinzerling, Jacob (1846–1941), deutscher Heimat- und Mundartforscher des Siegerlands und Hochschullehrer
- Heinzerling, Maren (1938–2021), deutsche Ingenieurin
- Heinzerling, Wilhelm (1828–1896), deutscher Richter, Hochschullehrer, Parlamentarier und Kirchenpolitiker
- Heinzerling, Zachary (* 1984), US-amerikanischer Filmregisseur, Filmproduzent und Kameramann

### Heinzi
- Heinzig, Dieter (1932–2023), deutscher China- und Osteuropahistoriker
- Heinzig, Erich (1902–1991), deutscher Unternehmer und Erfinder
- Heinzig, Jens (* 1962), deutscher Politiker (SPD), MdB
- Heinzinger, Albert (1911–1992), deutscher Maler, Zeichner und Holzschneider
- Heinzinger, Niklas (* 2000), deutscher Eishockeyspieler
- Heinzinger, Walter (1937–1993), österreichischer Politiker (ÖVP), Abgeordneter zum Nationalrat, Mitglied des Bundesrates

### Heinzl
- Heinzl, Anton (* 1953), österreichischer Politiker (SPÖ), Abgeordneter zum Nationalrat
- Heinzl, Dominic (* 1964), österreichischer Fernsehjournalist und ModeratorDominic Heinzl (* 1964)

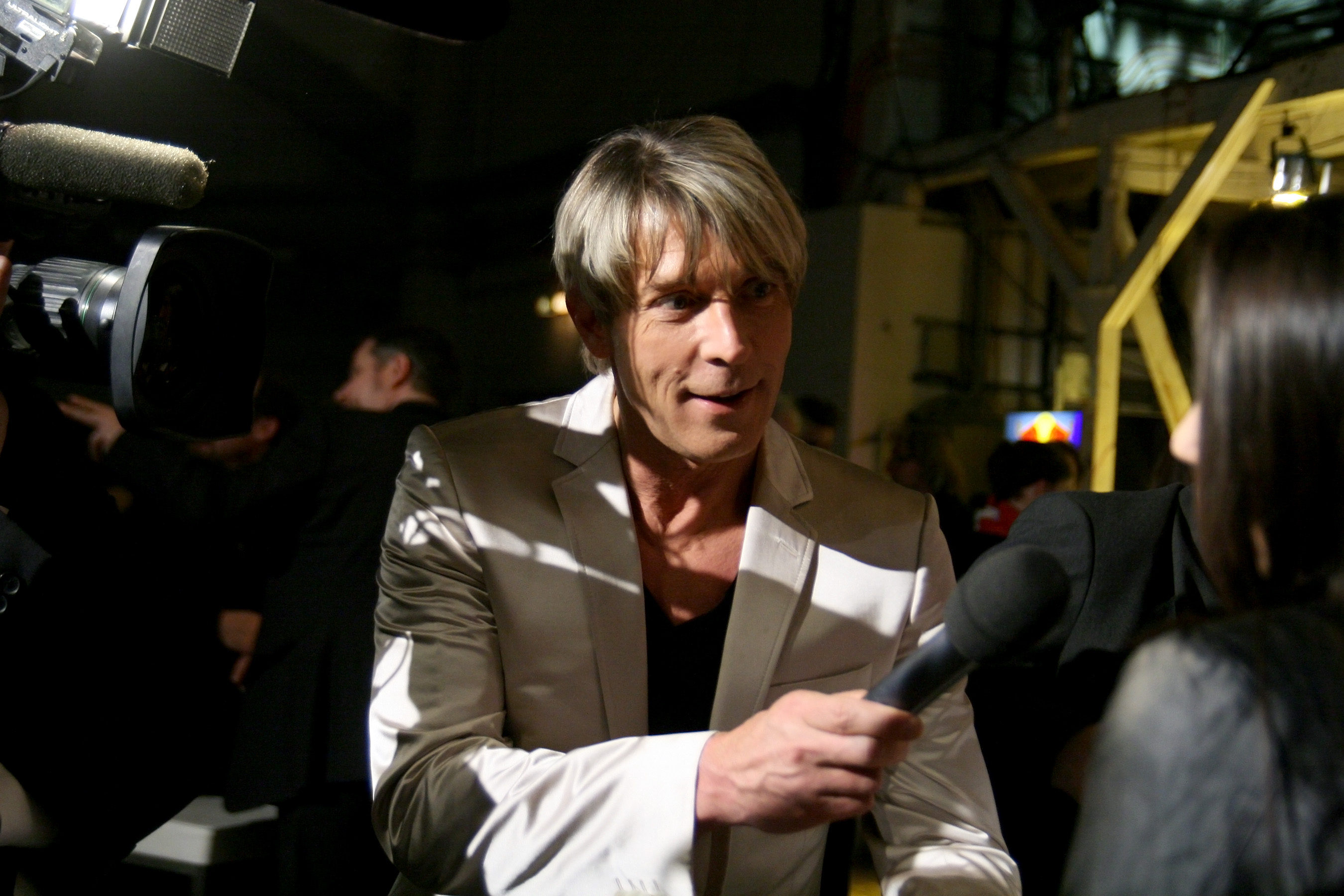
Dominic Heinzl (* 1964)

- Heinzl, Franz (1892–1922), österreichischer Fußball-Nationalspieler
- Heinzl, Hans Peter (1942–1996), österreichischer Kabarettist
- Heinzl, Joachim (* 1940), deutscher Ingenieur
- Heinzl, Josef (1869–1923), österreichischer Gewerkschafter und Politiker, Landtagsabgeordneter
- Heinzle, Andreas (* 1978), österreichischer Fußballspieler
- Heinzle, Bernhard (* 1976), österreichischer Gewerkschaftsfunktionär
- Heinzle, Friedrich (1926–2013), österreichischer Politiker (ÖVP), Landtagsabgeordneter in Vorarlberg
- Heinzle, Joachim (* 1945), deutscher Philologe, Professor für Ältere Deutsche Sprache und Literatur
- Heinzler, Bernhard (1879–1951), deutscher Politiker (SPD)
- Heinzlmaier, Bernhard (* 1960), österreichischer Sozialwissenschaftler und Unternehmensberater
- Heinzlmeier, Adolf (* 1936), deutscher Journalist, Filmkritiker und Schriftsteller

### Heinzm
- Heinzmann von Silenen, Landeshauptmann des Wallis
- Heinzmann, Axel (1946–2018), deutscher Politiker (NPD)
- Heinzmann, Bernhard (1903–1942), katholischer Priester und Gegner des NS-Regimes
- Heinzmann, Carl Friedrich (1795–1846), deutscher Landschaftsmaler, Porzellanmaler und Lithograph
- Heinzmann, Dennis (* 1991), deutscher Basketballspieler
- Heinzmann, Dirk (* 1977), deutscher Fußballspieler
- Heinzmann, Gerhard (1940–2021), deutscher Politiker (PBC), Autor und Pastor
- Heinzmann, Gerhard (* 1950), deutscher Philosoph
- Heinzmann, Gustav (1920–2006), deutscher Physiker und Erfinder
- Heinzmann, Jan Hendrik (* 1973), deutscher Schauspieler
- Heinzmann, Johann Georg (1757–1802), deutscher Buchhändler und Schriftsteller
- Heinzmann, Karlheinz (1941–2018), deutscher Unternehmer und Firmengründer
- Heinzmann, Richard (* 1933), deutscher katholischer Theologe
- Heinzmann, Stefanie (* 1989), Schweizer SoulsängerinStefanie Heinzmann (* 1989)

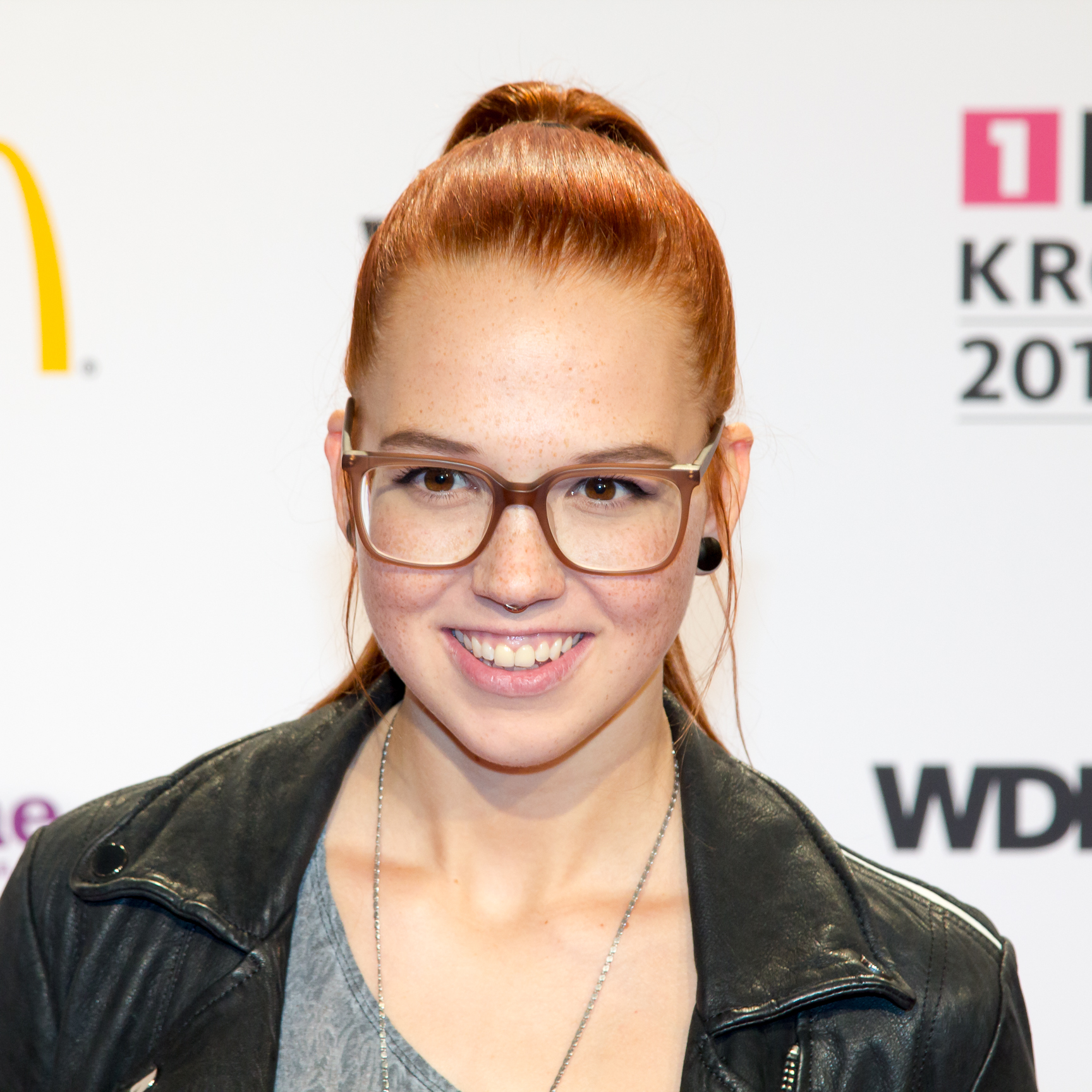
Stefanie Heinzmann (* 1989)

- Heinzmann, Thilo (* 1969), deutscher Künstler
- Heinzmann, Ulrich (* 1946), deutscher Physiker und Hochschullehrer